# Chappell Hill
Chappell Hill è una piccola comunità non incorporata rurale situata nella parte orientale della contea di Washington, Texas, Stati Uniti. Si trova lungo l'U.S. Highway 290 all'incirca a metà strada tra Brenham e Hempstead. Chappell Hill è all'interno della colonia originale di Stephen F. Austin, una delle più antiche terre colonizzate dagli Americani inglesi nello stato.

## Geografia fisica
Si trova all'incrocio tra l'US Route 290 e la Farm to Market Road 1155. Chappell Hill si trova nello spartiacque del fiume Brazos. L'area, su un terreno ondulato, fa parte del Gulf Coastal Plain-

## Storia

### XIX secolo
La città fu fondata nel 1849 da Mary Elizabeth Haller (nata Hargrove, 1827 – 1867), su 100 acri (0,40 km²) di terra che acquistò, nei pressi di un ufficio postale aperto due anni prima. Ha poi chiamato la città in onore del nonno materno Robert Wooding Chappell, la cui area intorno fu occupata da piantatori del Profondo Sud, e, grazie al terreno fertile della valle del fiume Brazos, il cotone divenne la coltura principale.
Jacob Haller († 1853) e Mary costruirono nel 1850 un grande edificio che servì anche da pensione, per poi divenire lo Stage Coach Inn, che Mary e sua madre Charlotte Hargrove (1804 – 1879) gestirono fino al 1859,  continuando sotto nuova proprietà, fino al 1871. Poiché la locanda era situata a circa metà strada tra Houston e Austin, questa divenne una comoda sosta per i viaggiatori lungo due importanti linee della diligenza.
Prima della Guerra civile americana la popolazione raggiunse un massimo di circa 3 000 persone. A quel tempo, San Antonio e Galveston erano le città più grandi, aventi entrambe circa 8 000 persone. Nell'area furono costruiti una segheria, una linea ferroviaria, cinque chiese e una loggia massonica. Verso il 1850 vennero fondati due college, la Soule University per gli uomini e il Chappell Hill Female College per le donne. La città fu incorporata nel 1856.
Gli uomini di Chappell Hill facevano parte del reggimento di cavalleria dei First Texas Lancers. Durante la guerra civile combatterono nel Missouri, in Louisiana e in Arkansas. Prestarono inoltre servizio in numerose unità confederate famose, tra cui la Texas Brigade e il Terry's Texas Rangers, molto attive nella guerra civile. Inoltre,in quel periodo, l'edificio della Soule University venne utilizzato come ospedale da campo.
Nel 1867, un'epidemia di febbre gialla decimò, sia gli abitanti di Chappel Hill, che le popolazioni di altre città del Texas sud-orientale. Molti uomini sopravvissuti al combattimento persero la vita solo due anni dopo la fine della guerra. La città non si riprese più. Iimmigrati polacchi, in gran parte provenienti dalla spartizione tedesca, iniziarono ad apparire verso il 1870, ricolonizzando la zona, sebbene non raggiunse mai lo status precedente. Nel 1889, Padre Grabinger della Brenham's St. Mary's fondò la St. Stanislaus Roman Catholic Church. Cittadini di origini polacche possono ancora essere trovati, sia nell'area circostante la chiesa, che nelle contee di Washington e Austin.

### XX e XXI secolo
Nel 1933, nel corso della Crisi Economica del 1929, la Farmers Bank di Chappell Hill rifiutò di chiudere, quando l'ordine venne dato direttamente dal presidente Franklin Delano Roosevelt per tutte le banche degli Stati Uniti, dal 6 al 10 marzo 1933. Il banchiere fece scrivere un articolo su un giornale di Boston per manifestare il suo disappunto.
Oggi Chappell Hill possiede un'economia ad impronta prevalentemente turistica che attrae i visitatori per merito delle sue case restaurate, del Bluebonnet Festival, della parata dell'Independence Day, dello Scarecrow Festival ("Festa dello spaventapasseri") e per un museo. Il Main Street Historic District è inserito nel National Register of Historic Places. Chappell Hill rimane una delle città storicamente meglio conservate del Texas.
Il 10 maggio 2008 si tenne un referendum per chiedere l'incorporazione del villaggio. Gli elettori idonei erano 297, ma l'incorporazione venne respinta con 148 voti contrari e solo 53 a favore. Il sindaco ricevette 90 voti. Julie Edwards 55 voti e Mary Tom Middlebrook, entrambe con 35. Per le due posizioni di consiglio, Travis Bevers ricevette 62 voti mentre Larry C. Wiese 60. I risultati di queste elezioni furono immediatamente invalidati a causa del rifiuto all'incorporazione.
Nel 2013, la serie televisiva Texas Country Reporter, ospitata da Bob Phillips, ha dichiarato che dalle autostrade tra Brenham e Chappell Hill è possibile osservare una nutrita collezione di fiori selvatici del Texas, ricchezza naturale che è valso il secondo posto a livello nazionale. Il primo è andato al Lady Bird Johnson Wildflower Center di Austin.